# Machiel
Machiel – miejscowość i gmina we Francji, w regionie Hauts-de-France, w departamencie Somma.
Według danych na rok 2011 gminę zamieszkiwało 169 osób, a gęstość zaludnienia wynosiła 26 osób/km² (wśród 2293 gmin Pikardii Machiel plasuje się na 820. miejscu pod względem liczby ludności, natomiast pod względem powierzchni na miejscu 728.).